# Ухам'яджі (футбольний клуб)
Футбольний клуб «Ухам'яджі» (англ. Uhamiaji Football Club) — професійний футбольний клуб із автономії Занзібар у складі Танзанії, який грає у Прем'єр-лізі Занзібару, найвищому дивізіоні автономії. Клуб був створений у 2001 році, та представляє іміграційну службу. Клуб грає домашні матчі на стадіоні «Амаан» місткістю 15 тисяч глядачів. У сезоні 2024—2025 клуб брав участь у Кубку конфедерації КАФ, де в першому раунді поступився лівійському клубу «Аль-Аглі».